# Sougueur
Sougueur (em árabe: السوقر) é uma comuna localizada na província de Tiaret, Argélia. Sua população estimada em 2008 era de 78 956 habitantes.